# 박물지

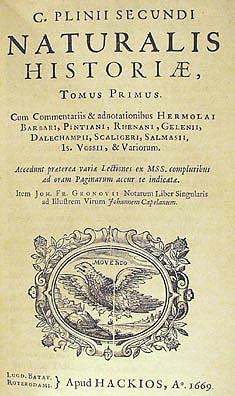
박물지(Naturalis historia) 1669년판의 표지. 상단에 "대 플리니우스의 박물지 제1권"으로 적혀있다.

《박물지》(博物誌, 라틴어: Naturalis historia, 영어: Natural History)는 기원후 79년에 사망한 로마의 저자이자 해군 지휘관 대 플리니우스가 라틴어로 작성한 초기의 백과사전이다.
로마 제국부터 오늘날에 이르기까지 생존한 최대의 단일 작품들 가운데 하나로서, 모든 고대 지식을 총망라하는 것으로 간주된다. 그러므로 이 박물지(natural history)라는 작품의 주제 분야는 오늘날 박물학(natural history)에서 이해되는 것에 국한되지는 않는다. 플리니우스 스스로 그의 영역을 "자연 세상, 생명"으로 정의하고 있다.
이 작품은 37권의 책으로 나뉘며, 10권의 시리즈로 묶여있다. 천문학, 수학, 지리학, 문화기술지, 인류학, 인간생리학, 동물학, 식물학, 농업, 원예, 약리학, 광학, 광물학, 조각, 회화, 보석을 포함한 주제들을 다룬다.

## 목차
| 시리즈 (단위: 권) | 책 (단위: 권) | 목차                                                                          |
| ----------------- | ------------- | ----------------------------------------------------------------------------- |
| I                 | 1             | 서문, 목차, 전거 목록                                                         |
| I                 | 2             | 천문학, 기상학                                                                |
| II                | 3-6           | 지리학, 문화기술지                                                            |
| II                | 7             | 인류학, 인간생리학                                                            |
| III               | 8-11          | 동물학 (+포유류, 뱀, 해양동물, 새, 곤충)                                      |
| IV-VII            | 12-27         | 식물학 (+농업, 원예 - 포도나무와 올리브, 의학)                                |
| VIII              | 28-32         | 약리학, 마법, 물, 수중 생물                                                   |
| IX-X              | 33-37         | 광학, 광물학, 특히 삶과 미술, 금은세공, 동상 조각, 회화, 모형, 대리석상, 보석 |